# Stumpfgleis- und Frühhaltanzeiger

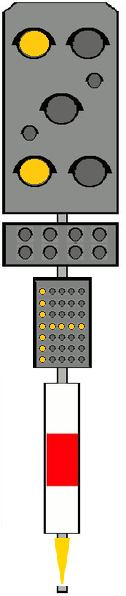

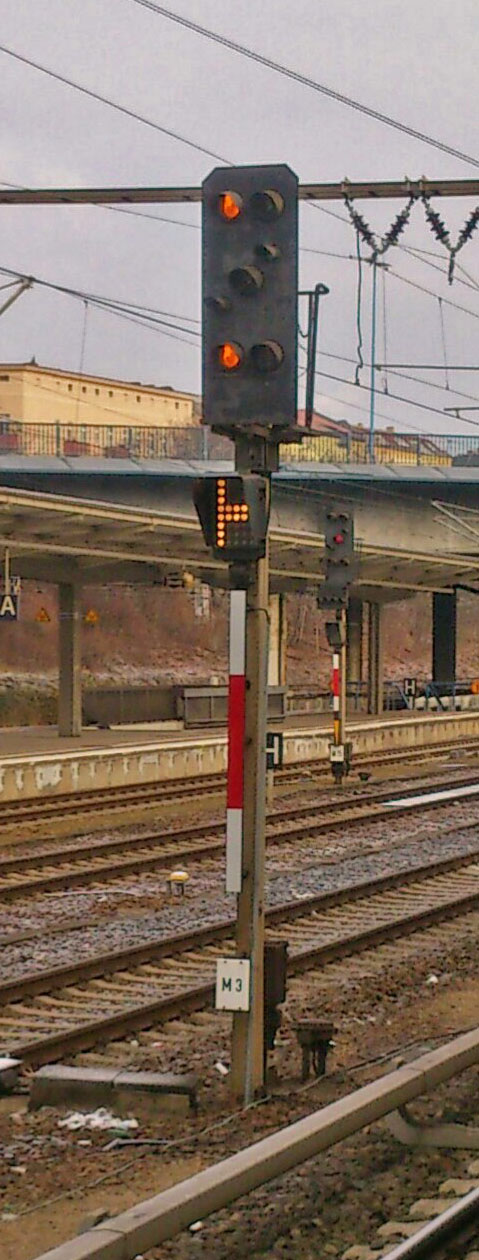
Frühhaltanzeiger am Ausfahrsignal M3 in Berlin-Lichtenberg

Der Stumpfgleis- und Frühhaltanzeiger (Zs 13) ist ein deutsches Eisenbahnsignal aus der Gruppe der Zusatzsignale (Zs).
Er hat die Bedeutung: „Fahrt in ein Stumpfgleis oder in ein Gleis mit verkürztem Einfahrweg.“

## Aussehen
Der Stumpfgleis- und Frühhaltanzeiger wird in einem Zusatzanzeiger am Signalmast unterhalb des Signalschirmes angezeigt.
Er zeigt ein um 90° nach links umgelegtes gelbleuchtendes oder gelb rückstrahlendes „T“.
Es gibt das ähnlich aussehende Signal Ts 1 („Nachschieben einstellen“), das allerdings ein um 90° nach rechts gedrehtes weißes T zeigt.

## Einsatz
Der Stumpfgleis- und Frühhaltanzeiger ist fast ausschließlich im DV-Gebiet (ehemals Deutsche Reichsbahn) anzutreffen. Er hatte dort früher die Bezeichnung Zs 6 und bestand aus zwei parallelen senkrechten gelben Streifen. Es existierte auch eine Formsignalvariante in Form einer dreieckigen, orangen Scheibe mit schwarzem Rand, deren Spitze nach unten, bei beschränktem Raum nach oben zeigte. Der Stumpfgleis- und Frühhaltanzeiger weist den Triebfahrzeugführer darauf hin, dass ein verkürzter oder unterteilter Einfahrweg vorhanden ist oder in ein Stumpfgleis eingefahren wird. Das Signal Zs 13 ist im Signalbuch zwar mittlerweile im gesamten Gebiet der Deutschen Bahn zugelassen, jedoch untersagt die Planungsrichtlinie eine Verwendung außerhalb des DV-Gebietes. Im Bereich der ehemaligen Deutschen Bundesbahn (DS-Gebiet) werden diese betrieblichen Erfordernisse mit dem Signal Zs 3 (Kennziffern 1, 2 oder 3) geregelt.
Das Zs 13 wird beispielsweise gezeigt, wenn eine Zugfahrt an einem das Einfahrgleis teilenden Zugdeckungssignal enden soll. Eine weitere Anwendungsmöglichkeit sind Fahrten, die an einem in deutlich kürzerer Entfernung als die übrigen stehenden Zwischensignal enden sollen. Erreicht dieses ebenfalls einen Fahrtbegriff, wird der Frühhaltanzeiger am rückgelegenen Hauptsignal bei weiter bestehendem oder aufgewertetem Fahrbegriff wieder gelöscht. Generell kürzere Einfahrwege in Kopfgleise (wie zum Beispiel in die Außenbahnsteiggleise im Bahnhof Leipzig Hbf) werden ebenfalls mit Zs 13 signalisiert.
Das Signal Zs 13 selbst ordnet keine Geschwindigkeitsbegrenzung an, es wird jedoch in der Regel in Verbindung mit Hauptsignalbegriffen gezeigt, die eine Geschwindigkeitsbegrenzung auf 40 km/h vorschreiben und »Halt erwarten« signalisieren. Typischerweise sind es die Signalbegriffe Ks 2 und Zs 3 mit Kennziffer 4 oder Hl 12a.
Der Triebfahrzeugführer erhält durch das Signal Zs 13 eine Information, dass er in ein Stumpfgleis fährt oder besonders früh zu halten ist, ohne, dass er allein durch das Signal zu bestimmten Handlungen aufgefordert wird. Die Information, dass ein haltzeigendes Signal, welches sich in Stumpfgleisen auch am Prellbock befinden kann, zu erwarten ist, wird durch den Hauptsignalbegriff separat gegeben. Die Signalisierung mit Zs 13 ist jedoch eindeutiger und weniger einschränkend als eine zusätzliche Geschwindigkeitsbegrenzung. 